# 낙동강변로
낙동강변로(Nakdonggangbyeon-ro)는 경상북도 구미시 오태동에서 구미시 신평동 구암삼거리를 잇는 도로이다.

## 주요 경유지
경상북도
- 구미시 (임오동 - 공단동 - 신평동)

## 노선 경로
| 이름                       | 접속 노선                   | 소재지              | 소재지              | 비고                |
| 경부고속도로와 직결        | 경부고속도로와 직결         | 경부고속도로와 직결 | 경부고속도로와 직결 | 경부고속도로와 직결 |
| -------------------------- | --------------------------- | ------------------- | ------------------- | ------------------- |
| 남구미 나늘목 (아포삼거리) | 오태길                      | 구미시              | 임오동              |                     |
| 공단교                     |                             | 구미시              | 임오동              |                     |
| 임오삼거리                 | 강변서로                    | 구미시              | 공단동              |                     |
| 남구미대교 교차로          | 남구미로 산호대로           | 구미시              | 공단동              |                     |
| (이름 없음)                | 산호대로                    | 구미시              | 공단동              |                     |
| (이름 없음)                | 1공단로                     | 구미시              | 공단동              |                     |
| 구미대교 교차로            | 지방도 제514호선 (수출대로) | 구미시              | 공단동              |                     |
| (이름 없음)                | 비산로                      | 구미시              | 공단동              |                     |
| 비산네거리                 | 산호대로                    | 구미시              | 공단동              |                     |
| 덕산교                     |                             | 구미시              | 신평동              |                     |
| (이름 없음)                | 야은로 칠성로               | 구미시              | 신평동              |                     |

## 주요건물및 시설
- HD현대오일뱅크 직영 하이웨이셀프주유소 (낙동강변로 29/오태동 163-5)
- HD현대오일뱅크 구미화물터미널주유소 (낙동강변로 55/오태동 155-11)
- 세븐일레븐 남구미IC점 (낙동강변로 61/오태동 155-5)
- SK에너지 비산셀프주유소 (낙동강변로 735/비산동 400-3)